# WGM 21
Die Aerotechnik WGM 21 war ein einsitziger Hubschrauber des deutschen Herstellers aerotechnik, Entwicklung und Apparatebau GmbH in Frankfurt. Der Hubschrauber hatte die sehr selten anzutreffende Auslegung als Quadrocopter. Das Ziel der Konstrukteure war, ein einfach aufgebautes VTOL-Fluggerät herzustellen, das einfacher zu fliegen ist als ein konventioneller Hubschrauber und das im Preis einem Mittelklasse-PKW entspricht. Zudem sollte ein Abstellen auf kleinstem Raum möglich sein.

## Konstruktion
Die WGM 21 war ein einsitziger Hubschrauber mit vier diametral angeordneten Rotorauslegern, die es ermöglichten, auf Steuerleitflächen oder Steuerrotoren zu verzichten. Die Steuerung um die Hochachse erfolgte, wie bei einem Starrflügelflugzeug, durch Betätigen der Seitenruderpedale, wodurch die beiden hinteren Rotorausleger um ihre Eigenachse geschwenkt wurden.
Die vier Rotoren waren mittels Aluminium-Rohren mit dem offenen Rahmen verbunden. Sie wurden über einen BMW-Zweizylinder-Boxermotor mit 54 PS angetrieben, der seine Leistung über Keilriemen an ein zentrales Umlenkgetriebe und von dort wiederum über entsprechend lange Keilriemen an die vier Rotoren abgab. Der Pilot saß in einem offenen Schalensitz, der im Gitterrohrrahmen vor dem Motor und unter dem Getriebe angeordnet war. Er steuerte das Fahrzeug über einen V-förmigen Steuerknüppel mit Gasdrehgriffen und über Pedale.
Die Vorteile der WGM 21 waren laut Hersteller:
- Sofortige Steuerreaktion und hohe Steuerstabilität
- Wegfall der sonst zur Steuerung erforderlichen zyklischen Rotorblattverstellung
- Wegfall der komplizierten Steuerkinematik
- Erhöhter Leistungsüberschuss durch Einsparung der sonst vom Steuerrotor (Drehmomentausgleich) verbrauchten Motorleistung
- Wesentliche Vereinfachung der Pilotenausbildung

Wurden die vier Rotorausleger nach vorne zusammengeklappt, war nur eine Stellfläche von 1,98 m × 2,18 m erforderlich.

## Einsatz
Nach erfolgreichen Tests bei der „Prüfstelle für Luft- und Raumfahrt“ in Braunschweig wurde eine vorläufige Lizenz zur Durchführung von Testflügen erteilt.
Über die weitere Entwicklung des Projekts ist nichts bekannt. Heute ist der einzig existierende Prototyp im Hubschraubermuseum Bückeburg zu besichtigen.

## Technische Daten
| Kenngröße             | Daten                                        |
| --------------------- | -------------------------------------------- |
| Besatzung             | 1                                            |
| Rotordurchmesser      | 2,60 m                                       |
| Rotorkreisfläche      | 21,3 m²                                      |
| Rotorblattzahl        | 4 × 2                                        |
| Rotordrehzahl         | max. 1100/min                                |
| Nutzlast              | 90 kg                                        |
| Leermasse             | 245 kg                                       |
| Startmasse            | 335 kg                                       |
| Reisegeschwindigkeit  | 115 km/h                                     |
| Höchstgeschwindigkeit | 125 km/h                                     |
| Senkrechtes Steigen   | 4 m/s                                        |
| Gipfelhöhe            | 2100 m                                       |
| Reichweite            | 250 km                                       |
| Triebwerke            | Zweizylinder-Boxer BMW 700 mit 54 PS (40 kW) |